# عواد السرحان
عواد خالد السرحان دبلوماسي أردني.

## حياته
ترأس مكتب تمثيل المملكة الأردنية الهاشمية لدى دولة فلسطين في مدينة رام الله عام 2011، حيث سلّم أوراق اعتماده إلى الرئيس عباس في 14 مايو 2011، واستمر حتى انتهاء مهامه في أبريل 2013.
في 24 أكتوبر 2014، سلم نسخة من أوراق اعتماده سفيرًا للأردن لدى تونس إلى الرئيس التونسي محمد منصف المرزوقي. واستمر في مهامه حتى يوليو 2019.

## جوائز مستلمة
في 25 أبريل 2013، منحه الرئيس محمود عباس وسام القدس من درجة «نجمة القدس» بمناسبه انتهاء مهامه لدى دولة فلسطين و«تقديرا لجهوده في تعزيز العلاقات الأخوية بين الأردن وفلسطين.»